# Veles (comune)
Veles (in macedone Велес?; in passato Титов Велес, Titov Veles) è un comune urbano della Macedonia del Nord di 55108 abitanti (dati 2002). La sede municipale si trova nella località omonima.

## Geografia fisica
Il comune confina con Petrovec a nord, con Čaška e Zelenikovo ad ovest, con Gradsko, Lozovo e Sveti Nikole ad est.

## Origini del nome
Il nome della città era Vylosa in greco antico e prima delle Guerre balcaniche, era un sobborgo (kaza) con il nome Köprülü nel Sangiaccato di Üsküp, Impero ottomano, per 600 anni. 
Dal 1877 al 1912 il Sangiaccato formava il vilayet del Kosovo. 
Köprülü si prende nome dal suo fondatore Mehmet Köprülü, un albanese Gran Visir dell'Impero ottomano.
Dopo la Seconda guerra mondiale, la città era conosciuta come Titov Veles (lett. Veles di Tito) in omaggio al Presidente jugoslavo Josip Broz Tito, ma il Titov è stato rimosso nel 1996. 
Le autovetture immatricolate a Veles sono state identificate dal codice TV (Titov Veles), che fu cambiato alla fine del 2000 in VE.
La città prende il nome da un dio slavo, Veles.

## Storia
L'area dell'odierna Veles fu abitata per oltre un millennio.
Nell'antichità, era una città della Paionia o Peonia chiamata Bylazora, con una popolazione consistente di Traci e, probabilmente di Illiri. 
Per breve periodo, era una città bulgara nel primo impero bulgaro e il secondo impero bulgaro; più tardi entra a far parte dell'Impero serbo all'inizio del XIV secolo.

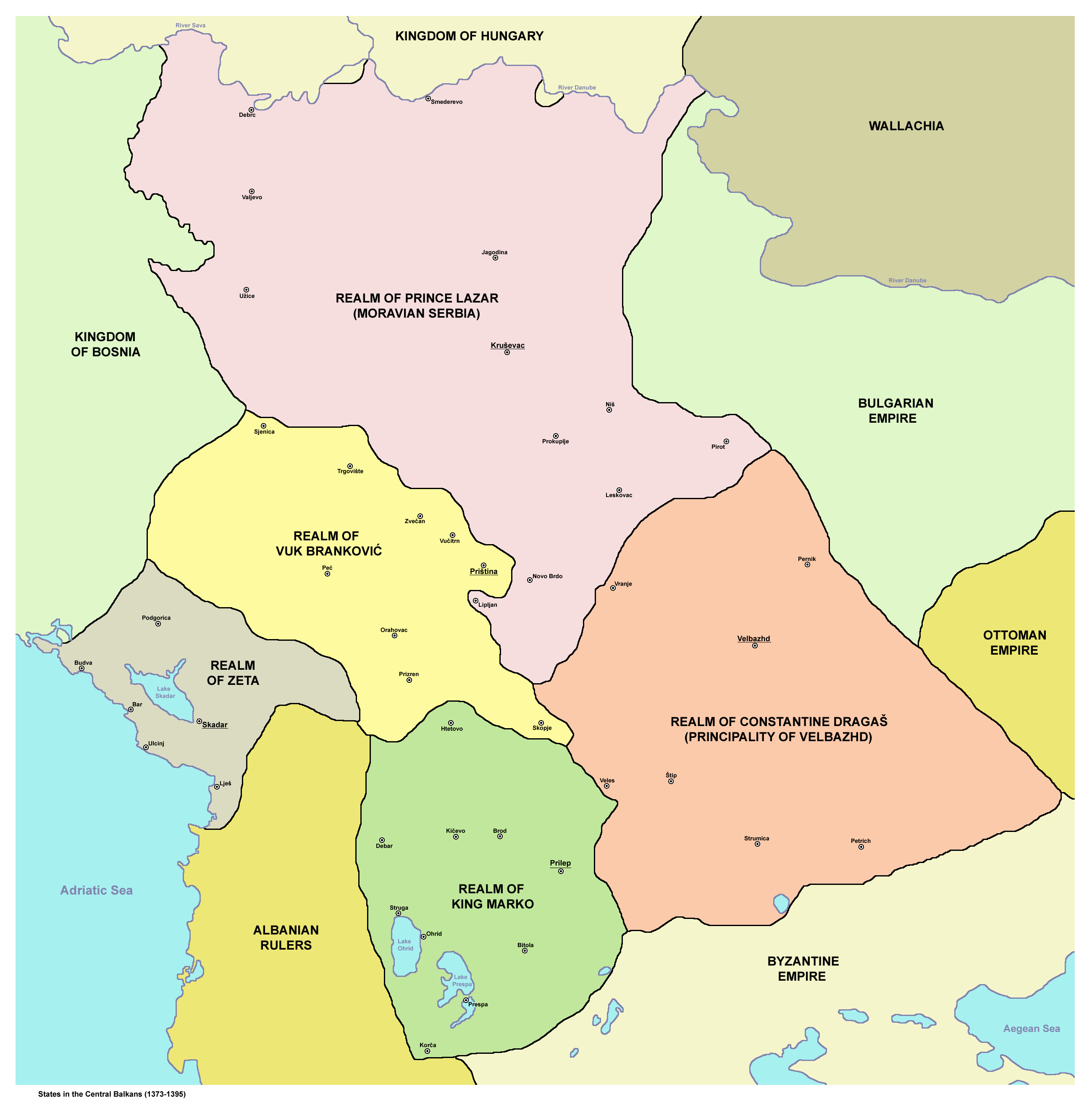
I Balcani centrali dopo la dissoluzione dell'Impero serbo (1373-1395)

Il governatore della città fu Jovan Oliver al tempo dell'Imperatore Dusan; era parte del Regno di Costantino Dragaš nel 1355-1395.
Prima delle Guerre balcaniche, era un sobborgo  (kaza) con il nome Köprülü nel Sangiaccato di Üsküp nell'Impero ottomano.

## Società

### Evoluzione demografica
Secondo il censimento nazionale del 2002 il comune conta 55 108 abitanti. I principali gruppi etnici includono:
- Macedoni = 46.467
- Bosniaci = 3.406
- Albanesi = 2.299
- Turchi = 1.724

## Geografia antropica

### Località
Il comune è formato dall'insieme delle seguenti località:
- Veles (sede comunale)
- Čalosevo
- Bašino Selo
- Beleštevica
- Buzalkovo
- Crkvino
- Dolno Kalaslari
- Dolno Orizari
- Drenovo
- Gorno Kalaslari
- Gorno Orizari
- Ivankovci
- Karabunjiste
- Krušje
- Kumarino
- Lugunci
- Mamutčevo
- Novačani
- Novo Selo
- Oraovec
- Otovica
- Prevalec
- Raštani
- R'levci
- Rulevci
- S'lp Sojaklari
- Sopot
- Vetersko
- Dzidimir
- kllukovec

## Amministrazione

### Gemellaggi
Veles è gemellata con:
- Pernik
- Svištov
- Pola
- Samobor
- Slobozia
- Uzice

#### Patti di amicizia
- Ascoli Piceno (protocollo d'intesa del 2011)